# حي الفاتح
حى الفاتح سابقاً (حي الكرامة حالياً) بدأ ظهور هذا الحي في بداية عقد السبعينيات، وهو يقع شرق وسط مدينة بنغازي ويحدهُ كل من حي الحدائق والليثي ويمر بهِ شارع عشرين.